# طبريوس يوليوس بلبيلوس
طبريوس يوليوس بلبيلوس والمعروف أيضًا باسم يوليوس بلبيلوس وأوريليوس يوليوس بلبيلوس وطبريوس العربي (ازدهر في النصف الثاني من القرن الثاني والنصف الأول من القرن الثالث) كان أرستقراطيًا إميسينيًا (حمصيًّا) من سلالة إميسين في سوريا الرومانية خدم كاهنًا لعبادة إيل جبل (الاسم الآرامي اللاتيني لإله الشمس السوري) في روما أثناء عهد أباطرة السويريين سيبتيموس سيفيروس (حكم. 193–211) وقرقلة (حكم. 211–217). كان طربليوس إما ابنًا أو تابعًا لسلالة شمس غرام العربية.

## الحياة
لا يُعرف الكثير عن أصول بلبيلوس؛ فهو من نسل الملك أنطيوخس الأول ثيوس الكوماجينيي [الإنجليزية] وقريب من الإمبراطورة الرومانية جوليا دومنا وعائلتها. وفقًا للنقوش الباقية في روما، كان بلبيلوس قريبًا من طيطوس بلبيلوس العربي [الإنجليزية]، وهو كاهن آخر من طائفة إيل جبل في روما.
من المعروف أن بلبيلوس كان كاهنًا لإيل جبل في روما أثناء عهد سيبتيموس سيفيروس وقرقلة، والتي يعود تاريخها إلى ما قبل عام 218. كان المعبد الموجود في روما والمخصص للآلهة السورية القديمة، بما في ذلك إيل جبل، يقع في تراستيفيري [الإنجليزية]. كان يُطلق على الكاهن في عبادة إيل جبل اسم كاهن الشمس، بينما كانت عبادة إيل جبل تُسمى منفرد إيل جبل.
بدأ كهنوت بلبيلوس في تاريخ غير معروف قبل نهاية القرن الثاني. من النقوش الموجودة في المعبد يتبين أن بلبيلوس كان يتمتع برعاية إمبراطوري وأقام علاقات ودية جيدة مع العذارى الفستاليات. قبل حكم إيل جبل، كان بلبيلوس يمثل عبادة إيل جبل في روما. ربما كان مسؤولًا عن تلبية الاحتياجات الطقسية المرتبطة بعبادة إيل جبل لسيبتيموس سيفيروس وقرقلة، والتي ربما نشأت بين أفراد عائلة سيفيروس الإميسينيين.
من نقش موجود في روما يعود تاريخه إلى 4 نيسان 215، خصص بلبيلوس نقشًا امتنانًا للعذراء فيستال تيرينتيا فلافولا للعديد من الخدمات التي قدمتها له. على الرغم من حقيقة أن بلبيلوس كان مواطنًا رومانيًا من الدستور الأنطوني في عام 212، فقد تولى بلبيلوس الاسم الروماني أوريليوس لأنه بعد عام 215، كان بلبيلوس يُعرف أيضًا باسم أوريليوس يوليوس بلبيليوس. بعد هذه اللحظة، لم يعد معروفًا أي شيء عن بلبيلوس.